# Discofins
Dyscophinae és una subfamília de granotes de la família Microhylidae.

## Gèneres
- Calluella (Stoliczka, 1872)
- Dyscophus (Grandidier, 1872)